# 八代村 (宮崎県)
八代村（やつしろそん）は、宮崎県東諸県郡にあった村。現在の東諸県郡国富町の一部にあたる。

## 地理
掃部岳の南東麓、大淀川水系の深年川、三石川、後川の流域に位置していた。

## 歴史
- 1889年（明治22年）5月1日、町村制の施行により、東諸県郡八代南俣村、八代北俣村、伊佐生村、深年村が合併して村制施行し、八代村が発足[1][2]。旧村名を継承した八代南俣、八代北俣、伊佐生、深年の4大字を編成した[1]。
- 1942年（昭和17年）、大刀洗陸軍飛行学校・教育隊設置のため陸軍飛行場が八代北俣から六ツ野原にかけての台地に造成された際、古墳群の調査が実施されたが、造成のために17基の古墳のうち16基が破壊された[1][3][4]。
- 1956年（昭和31年）9月30日、東諸県郡本庄町と合併し、国富町を新設して廃止された[1][2]。合併後、国富町大字八代南俣・八代北俣・伊佐生・深年となる。

### 地名の由来
中世に伊東氏が支配した時、八代城を中心に8つの城があったことにちなむとされるが俗説。

## 産業
- 農業[1]

## 教育
- 八代尋常高等小学校（大字八代南俣）[1]

## 名所・旧跡
- 八代村古墳（県指定史跡、大字深年）[4]